# Squash-Weltmeisterschaft
Die Squash-Weltmeisterschaften finden jährlich statt, allerdings gab es bislang auch Ausnahmen.
Bei den World Open handelt es sich ausschließlich um den jährlichen Einzel-Wettbewerb der Männer und der Frauen. Team-Wettbewerbe werden jeweils alle zwei Jahre bei den World Team Open ausgespielt. Die Doppel- und Mixed-Wettbewerbe finden dagegen nur unregelmäßig statt.

## Geschichte
Die erste WM fand 1976 im Heimatland des Squash, England, statt. Gastgeber war dabei die Hauptstadt London. Zur damaligen Zeit galten bereits die Länder Pakistan, England, Australien und Neuseeland als Hochburgen des Squash, während in anderen Staaten der Sport erst in den Folgejahren seine Blütezeit erlebte. Bis auf die Jahre 1978, 2000 und 2001 wurden die World Open der Herren jedes Jahr ausgetragen.
Maßgeblich Geschichte bei den Einzel-Wettbewerben hat der Name Khan geschrieben: Jahangir Khan stellte mit sechs Titeln einen für unüberbietbar gehaltenen Rekord auf, ehe Jansher Khan, der nicht näher verwandt mit Jahangir war, ebendiesen mit acht Einzel-Titeln einstellte. Jahangir Khan war mit 17 Jahren im Jahr 1981 der jüngste Sieger. Von diesem Finale 1981 in Toronto bis zu dem Finale 1986 in Toulouse erlitt Jahangir Khan keine einzige Niederlage. Er gewann über 500 Squashspiele am Stück, ehe er nach fünf Jahren und acht Monaten vom Neuseeländer Ross Norman besiegt wurde. In der Saison 2013 fiel erstmals in der Historie die Weltmeisterschaft im Einzel der Damen aus. Am 11. Januar 2014 wurde bekannt, dass das Turnier nachträglich im März 2014 in Penang ausgetragen wird.
Die Mannschafts-Weltmeisterschaft der Herren 2021 in Kuala Lumpur wurde abgesagt, da die israelische Mannschaft, die vom Weltverband zur Teilnahme eingeladen worden war, aus politischen Gründen keine Einreisevisa nach Malaysia erhielt. Aufgrund der COVID-19-Pandemie war das Turnier im Vorfeld bereits von Tauranga in Neuseeland nach Kuala Lumpur verlegt worden.

## Weltmeister

### Einzel

#### Herren
Rekordsieger:

- Jansher Khan: 8 Titel (1987, 1989, 1990, 1992–1996)
- Jahangir Khan: 6 Titel (1981–1985, 1988)
- Ali Farag: 4 Titel (2018/19, 2020/21–2022/23)
- Geoff Hunt: 4 Titel (1976–1980)
- Amr Shabana: 4 Titel (2003, 2005, 2007, 2009)

| Jahr                          | Sieger             | Finalgegner        | Ergebnis                         | Austragungsort |
| ----------------------------- | ------------------ | ------------------ | -------------------------------- | -------------- |
| 2024/25                       | Mostafa Asal       | Ali Farag          | 11:7, 11:8, 11:3                 | Chicago        |
| 2023/24                       | Diego Elías        | Mostafa Asal       | 11:6, 11:5, 12:10                | Kairo          |
| 2022/23                       | Ali Farag          | Karim Abdel Gawad  | 12:10, 11:6, 11:6                | Chicago        |
| 2021/22                       | Ali Farag          | Mohamed Elshorbagy | 9:11, 11:8, 7:11, 11:9, 11:2     | Kairo          |
| 2020/21                       | Ali Farag          | Mohamed Elshorbagy | 7:11, 12:10, 11:9, 11:4          | Chicago        |
| 2019/20                       | Tarek Momen        | Paul Coll          | 11:8, 11:3, 11:4                 | Doha           |
| 2018/19                       | Ali Farag          | Tarek Momen        | 11:5, 11:13, 13:11, 11:3         | Chicago        |
| 2017                          | Mohamed Elshorbagy | Marwan Elshorbagy  | 11:5, 9:11, 11:7, 9:11, 11:6     | Manchester     |
| 2016                          | Karim Abdel Gawad  | Ramy Ashour        | 5:11, 11:6, 11:7, 2:1 Aufgabe    | Kairo          |
| 2015                          | Grégory Gaultier   | Omar Mosaad        | 11:6, 11:7, 12:10                | Bellevue       |
| 2014                          | Ramy Ashour        | Mohamed Elshorbagy | 13:11, 7:11, 5:11, 11:5, 14:12   | Doha           |
| 2013                          | Nick Matthew       | Grégory Gaultier   | 11:9, 11:9, 11:13, 7:11, 11:2    | Manchester     |
| 2012                          | Ramy Ashour        | Mohamed Elshorbagy | 2:11, 11:6, 11:5, 9:11, 11:8     | Doha           |
| 2011                          | Nick Matthew       | Grégory Gaultier   | 6:11, 11:9, 11:6, 11:5           | Rotterdam      |
| 2010                          | Nick Matthew       | James Willstrop    | 8:11, 11:8, 11:2, 11:3           | al-Chubar      |
| 2009                          | Amr Shabana        | Ramy Ashour        | 11:8, 11:8, 11:5                 | Kuwait         |
| 2008                          | Ramy Ashour        | Karim Darwish      | 5:11, 11:8, 11:4, 11:5           | Manchester     |
| 2007                          | Amr Shabana        | Grégory Gaultier   | 11:7, 11:4, 11:6                 | Bermuda        |
| 2006                          | David Palmer       | Grégory Gaultier   | 9:11, 9:11, 11:9, 16:14, 11:2    | Kairo          |
| 2005                          | Amr Shabana        | David Palmer       | 11:6, 11:7, 11:8                 | Hongkong       |
| 2004                          | Thierry Lincou     | Lee Beachill       | 5:11, 11:2, 2:11, 12:10, 11:8    | Doha           |
| 2003                          | Amr Shabana        | Thierry Lincou     | 15:11, 11:15, 15:8, 15:14        | Lahore         |
| 2002                          | David Palmer       | John White         | 13:15, 12:15, 15:6, 15:14, 15:11 | Antwerpen      |
| 2000, 2001: Nicht ausgetragen |                    |                    |                                  |                |
| 1999                          | Peter Nicol        | Ahmed Barada       | 15:9, 15:13, 15:11               | Kairo          |
| 1998                          | Jonathon Power     | Peter Nicol        | 15:17, 15:7, 15:9, 15:10         | Doha           |
| 1997                          | Rodney Eyles       | Peter Nicol        | 15:11, 15:12, 15:12              | Petaling Jaya  |
| 1996                          | Jansher Khan       | Rodney Eyles       | 15:13, 17:15, 11:15, 15:3        | Karatschi      |
| 1995                          | Jansher Khan       | Del Harris         | 15:10, 17:14, 16:17, 15:8        | Nikosia        |
| 1994                          | Jansher Khan       | Peter Marshall     | 10:15, 15:11, 15:8, 15:4         | Barcelona      |
| 1993                          | Jansher Khan       | Jahangir Khan      | 14:15, 15:9, 15:5, 15:5          | Karatschi      |
| 1992                          | Jansher Khan       | Chris Dittmar      | 15:11, 15:9, 10:15, 15:6         | Johannesburg   |
| 1991                          | Rodney Martin      | Jahangir Khan      | 14:17, 15:9, 15:4, 15:13         | Adelaide       |
| 1990                          | Jansher Khan       | Chris Dittmar      | 15:8, 17:15, 13:15, 15:5         | Toulouse       |
| 1989                          | Jansher Khan       | Chris Dittmar      | 7:15, 6:15, 15:4, 15:11, 15:10   | Kuala Lumpur   |
| 1988                          | Jahangir Khan      | Jansher Khan       | 9:6, 9:2, 9:2                    | Amsterdam      |
| 1987                          | Jansher Khan       | Chris Dittmar      | 9:5, 9:4, 4:9, 9:6               | Birmingham     |
| 1986                          | Ross Norman        | Jahangir Khan      | 9:5, 9:7, 7:9, 9:1               | Toulouse       |
| 1985                          | Jahangir Khan      | Ross Norman        | 9:4, 4:9, 9:5, 9:1               | Kairo          |
| 1984                          | Jahangir Khan      | Qamar Zaman        | 9:0, 9:3, 9:4                    | Karatschi      |
| 1983                          | Jahangir Khan      | Chris Dittmar      | 9:3, 9:6, 9:0                    | München        |
| 1982                          | Jahangir Khan      | Dean Williams      | 9:2, 6:9, 9:1, 9:1               | Birmingham     |
| 1981                          | Jahangir Khan      | Geoff Hunt         | 7:9, 9:1, 9:2, 9:2               | Toronto        |
| 1980                          | Geoff Hunt         | Qamar Zaman        | 9:0, 9:3, 9:3                    | Adelaide       |
| 1979                          | Geoff Hunt         | Qamar Zaman        | 9:2, 9:3, 9:2                    | Toronto        |
| 1977                          | Geoff Hunt         | Qamar Zaman        | 9:5, 10:9, 0:9, 9:4              | Adelaide       |
| 1976                          | Geoff Hunt         | Mohibullah Khan    | 7:9, 9:4, 8:10, 9:2, 9:2         | London         |

#### Damen
Rekordsiegerinnen:
- Nicol David: 8 Titel (2005, 2006, 2008–2012, 2014)
- Nour El Sherbini: 8 Titel (2015, 2016, 2018/19–2022/23, 2024/25)
- Sarah Fitz-Gerald: 5 Titel (1996–1998, 2001, 2002)
- Susan Devoy: 4 Titel (1985, 1987, 1990, 1992)
- Michelle Martin: 3 Titel (1993–1995)

| Jahr    | Siegerin           | Finalgegnerin      | Ergebnis                      | Austragungsort    |
| ------- | ------------------ | ------------------ | ----------------------------- | ----------------- |
| 2024/25 | Nour El Sherbini   | Hania El Hammamy   | 11:5, 11:9, 4:11, 11:7        | Chicago           |
| 2023/24 | Nouran Gohar       | Nour El Sherbini   | 11:8, 9:11, 11:7, 11:5        | Kairo             |
| 2022/23 | Nour El Sherbini   | Nouran Gohar       | 11:6, 11:4, 12:10             | Chicago           |
| 2021/22 | Nour El Sherbini   | Nouran Gohar       | 7:11, 11:7, 11:8, 11:7        | Kairo             |
| 2020/21 | Nour El Sherbini   | Nouran Gohar       | 11:5, 11:8, 8:11, 11:9        | Chicago           |
| 2019/20 | Nour El Sherbini   | Raneem El Weleily  | 11:4, 9:11, 11:5, 11:6        | Kairo             |
| 2018/19 | Nour El Sherbini   | Nour El Tayeb      | 11:6, 11:5, 10:12, 15:13      | Chicago           |
| 2017    | Raneem El Weleily  | Nour El Sherbini   | 3:11, 12:10, 11:7, 11:5       | Manchester        |
| 2016    | Nour El Sherbini   | Raneem El Weleily  | 11:8, 11:9, 11:9              | el-Guna           |
| 2015    | Nour El Sherbini   | Laura Massaro      | 6:11, 4:11, 11:3, 11:5, 11:8  | Kuala Lumpur      |
| 2014    | Nicol David        | Raneem El Weleily  | 5:11, 11:8, 7:11, 14:12, 11:5 | Kairo             |
| 2013    | Laura Massaro      | Nour El Sherbini   | 11:7, 6:11, 11:9, 5:11, 11:9  | Penang            |
| 2012    | Nicol David        | Laura Massaro      | 11:6, 11:8, 11:6              | Grand Cayman      |
| 2011    | Nicol David        | Jenny Duncalf      | 11:2, 11:5, 11:0              | Rotterdam         |
| 2010    | Nicol David        | Omneya Abdel Kawy  | 11:5, 11:8, 11:6              | Scharm El-Scheich |
| 2009    | Nicol David        | Natalie Grinham    | 3:11, 11:6, 11:3, 11:8        | Amsterdam         |
| 2008    | Nicol David        | Vicky Botwright    | 5:11, 11:1, 11:6, 11:9        | Manchester        |
| 2007    | Rachael Grinham    | Natalie Grinham    | 9:4, 10:8, 9:2                | Madrid            |
| 2006    | Nicol David        | Natalie Grinham    | 1:9, 9:7, 3:9, 9:5, 9:2       | Belfast           |
| 2005    | Nicol David        | Rachael Grinham    | 8:10, 9:2, 9:6, 9:7           | Hongkong          |
| 2004    | Vanessa Atkinson   | Natalie Grinham    | 9:1, 9:1, 9:5                 | Kuala Lumpur      |
| 2003    | Carol Owens        | Cassie Jackman     | 3:9, 9:2, 9:7, 9:3            | Hongkong          |
| 2002    | Sarah Fitz-Gerald  | Natalie Pohrer     | 10:8, 9:3, 7:9, 9:7           | Doha              |
| 2001    | Sarah Fitz-Gerald  | Leilani Joyce      | 9:0, 9:3, 9:2                 | Melbourne         |
| 2000    | Carol Owens        | Leilani Joyce      | 9:6, 9:5, 7:9, 5:9, 9:6       | Edinburgh         |
| 1999    | Cassie Campion     | Michelle Martin    | 9:6, 9:7, 9:7                 | Seattle           |
| 1998    | Sarah Fitz-Gerald  | Michelle Martin    | 10:8, 9:7, 2:9, 3:9, 10:9     | Stuttgart         |
| 1997    | Sarah Fitz-Gerald  | Michelle Martin    | 9:5, 5:9, 6:9, 9:2, 9:3       | Sydney            |
| 1996    | Sarah Fitz-Gerald  | Cassie Jackman     | 9:0, 9:3, 9:4                 | Petaling Jaya     |
| 1995    | Michelle Martin    | Sarah Fitz-Gerald  | 8:10, 9:2, 9:6, 9:3           | Hongkong          |
| 1994    | Michelle Martin    | Cassie Jackman     | 9:1, 9:0, 9:6                 | Guernsey          |
| 1993    | Michelle Martin    | Liz Irving         | 9:2, 9:2, 9:1                 | Johannesburg      |
| 1992    | Susan Devoy        | Michelle Martin    | 9:4, 9:6, 9:4                 | Vancouver         |
| 1990    | Susan Devoy        | Martine Le Moignan | 9:4, 9:4, 9:4                 | Sydney            |
| 1989    | Martine Le Moignan | Susan Devoy        | 4:9, 9:4, 10:8, 10:8          | Warmond           |
| 1987    | Susan Devoy        | Lisa Opie          | 9:3, 10:8, 9:2                | Auckland          |
| 1985    | Susan Devoy        | Lisa Opie          | 9:4, 9:5, 10:8                | Dublin            |
| 1983    | Vicki Cardwell     | Rhonda Thorne      | 9:1, 9:3, 9:4                 | Perth             |
| 1981    | Rhonda Thorne      | Vicki Cardwell     | 8:10, 9:4, 9:5, 7:9, 9:7      | Toronto           |
| 1979    | Heather McKay      | Sue Cogswell       | 6:9, 9:3, 9:1, 9:4            | Sheffield         |

### Mannschafts-Wettbewerbe

#### Herren
Rangliste der Weltmeister-Nationen:
- Australien: 8 Titel (1967–1973, 1989, 1991, 2001, 2003)
- Ägypten: 7 Titel (1999, 2009, 2011, 2017, 2019, 2023, 2024)
- Pakistan: 6 Titel (1977, 1981–1987, 1993)
- England: 5 Titel (1995, 1997, 2005, 2007, 2013)
- Vereinigtes Königreich 1: 2 Titel (1976, 1979)

 1 erst ab 1981 traten England, Wales und Schottland als eigenständige Teams an
| Jahr | Sieger                 | Finalgegner            | 3. Platz            | 4. Platz               | Austragungsort   |
| ---- | ---------------------- | ---------------------- | ------------------- | ---------------------- | ---------------- |
| 2024 | Ägypten                | England                | Frankreich Schweiz  | −                      | Hongkong         |
| 2023 | Ägypten                | England                | Frankreich Schweiz  | −                      | Tauranga         |
| 2021 | abgesagt               | abgesagt               | abgesagt            | abgesagt               | Kuala Lumpur     |
| 2019 | Ägypten                | England                | Frankreich Wales    | −                      | Washington, D.C. |
| 2017 | Ägypten                | England                | Australien Hongkong | −                      | Marseille        |
| 2015 | abgesagt               | abgesagt               | abgesagt            | abgesagt               | Kairo            |
| 2013 | England                | Ägypten                | Frankreich          | Australien             | Mülhausen        |
| 2011 | Ägypten                | England                | Australien          | Frankreich             | Paderborn        |
| 2009 | Ägypten                | Frankreich             | Australien          | England                | Odense           |
| 2007 | England                | Australien             | Frankreich          | Ägypten                | Chennai          |
| 2005 | England                | Ägypten                | Frankreich          | Kanada                 | Islamabad        |
| 2003 | Australien             | Frankreich             | England             | Ägypten                | Wien             |
| 2001 | Australien             | Ägypten                | England             | Schottland             | Melbourne        |
| 1999 | Ägypten                | Wales                  | England             | Australien             | Kairo            |
| 1997 | England                | Kanada                 | Australien          | Ägypten                | Petaling Jaya    |
| 1995 | England                | Pakistan               | Ägypten             | Australien             | Kairo            |
| 1993 | Pakistan               | Australien             | England             | Finnland               | Karatschi        |
| 1991 | Australien             | England                | Finnland            | Ägypten                | Helsinki         |
| 1989 | Australien             | Pakistan               | England             | Neuseeland             | Singapur         |
| 1987 | Pakistan               | Neuseeland             | England             | Australien             | London           |
| 1985 | Pakistan               | Neuseeland             | Australien          | England                | Kairo            |
| 1983 | Pakistan               | England                | Australien          | Ägypten                | Auckland         |
| 1981 | Pakistan               | Australien             | Ägypten             | England                | Stockholm        |
| 1979 | Vereinigtes Königreich | Pakistan               | Australien          | Ägypten                | Brisbane         |
| 1977 | Pakistan               | Neuseeland             | Ägypten             | Vereinigtes Königreich | Toronto          |
| 1976 | Vereinigtes Königreich | Pakistan               | Australien          | Ägypten                | Birmingham       |
| 1973 | Australien             | Vereinigtes Königreich | Südafrika           | Neuseeland             | Johannesburg     |
| 1971 | Australien             | Vereinigtes Königreich | Pakistan            | V. A. R.               | Palmerston North |
| 1969 | Australien             | Vereinigtes Königreich | Südafrika           | Pakistan               | Birmingham       |
| 1967 | Australien             | Vereinigtes Königreich | Neuseeland          | Südafrika              | Melbourne        |

- Die besten Ergebnisse von:
  - Deutschland: 5. Platz (2013)
  - Österreich: 14. Platz (1991)
  - Schweiz: 3. Platz (2023)

#### Damen
Rangliste der Weltmeister-Nationen:
- Australien: 9 Titel (1981, 1983, 1992–1998, 2002, 2004, 2010)
- England: 7 Titel (1985–1990, 2000, 2006, 2014)
- Ägypten: 6 Titel (2008, 2012, 2016, 2018, 2022, 2024)
- Vereinigtes Königreich 1: 1 Titel (1979)

 1 erst ab 1981 traten England, Wales und Schottland als eigenständige Teams an
| Jahr | Sieger                                     | Finalgegner                                | 3. Platz                                   | 4. Platz                                   | Austragungsort      |
| ---- | ------------------------------------------ | ------------------------------------------ | ------------------------------------------ | ------------------------------------------ | ------------------- |
| 2024 | Ägypten                                    | Vereinigte Staaten                         | Belgien Malaysia                           | −                                          | Hongkong            |
| 2022 | Ägypten                                    | Vereinigte Staaten                         | England Malaysia                           | −                                          | Kairo               |
| 2020 | aufgrund der COVID-19-Pandemie ausgefallen | aufgrund der COVID-19-Pandemie ausgefallen | aufgrund der COVID-19-Pandemie ausgefallen | aufgrund der COVID-19-Pandemie ausgefallen | Kuala Lumpur        |
| 2018 | Ägypten                                    | England                                    | Frankreich Hongkong                        | −                                          | Dalian              |
| 2016 | Ägypten                                    | England                                    | Frankreich                                 | Hongkong                                   | Paris               |
| 2014 | England                                    | Malaysia                                   | Ägypten                                    | Hongkong                                   | Niagara-on-the-Lake |
| 2012 | Ägypten                                    | England                                    | Malaysia                                   | Australien                                 | Nîmes               |
| 2010 | Australien                                 | England                                    | Malaysia                                   | Neuseeland                                 | Palmerston North    |
| 2008 | Ägypten                                    | England                                    | Malaysia                                   | Neuseeland                                 | Kairo               |
| 2006 | England                                    | Ägypten                                    | Malaysia                                   | Niederlande                                | Edmonton            |
| 2004 | Australien                                 | England                                    | Neuseeland                                 | Ägypten                                    | Amsterdam           |
| 2002 | Australien                                 | England                                    | Neuseeland                                 | Ägypten                                    | Odense              |
| 2000 | England                                    | Australien                                 | Neuseeland                                 | Ägypten                                    | Sheffield           |
| 1998 | Australien                                 | England                                    | Neuseeland                                 | Südafrika                                  | Stuttgart           |
| 1996 | Australien                                 | England                                    | Südafrika                                  | Neuseeland                                 | Petaling Jaya       |
| 1994 | Australien                                 | England                                    | Südafrika                                  | Neuseeland                                 | Guernsey            |
| 1992 | Australien                                 | Neuseeland                                 | England                                    | Niederlande                                | Vancouver           |
| 1990 | England                                    | Australien                                 | Neuseeland                                 | Deutschland                                | Sydney              |
| 1989 | England                                    | Australien                                 | Neuseeland                                 | Deutschland                                | Warmond             |
| 1987 | England                                    | Australien                                 | Neuseeland                                 | Irland                                     | Auckland            |
| 1985 | England                                    | Neuseeland                                 | Australien                                 | Irland                                     | Dublin              |
| 1983 | Australien                                 | England                                    | Neuseeland                                 | Irland                                     | Perth               |
| 1981 | Australien                                 | England                                    | Neuseeland                                 | Schottland                                 | Toronto             |
| 1979 | Vereinigtes Königreich                     | Australien                                 | Irland                                     | Kanada                                     | Birmingham          |

- Die besten Ergebnisse von:
  - Deutschland: 4. Platz (1989 und 1990)
  - Österreich: 18. Platz (2004)
  - Schweiz: 12. Platz (1990)

### Doppel-Wettbewerbe

#### Herren
| Jahr | Sieger                             | Finalgegner                         | Austragungsort |
| ---- | ---------------------------------- | ----------------------------------- | -------------- |
| 2022 | Declan James / James Willstrop     | Greg Lobban / Rory Stewart          | Glasgow        |
| 2019 | Ryan Cuskelly / Cameron Pilley     | Zac Alexander / Rex Hedrick         | Gold Coast     |
| 2017 | Ryan Cuskelly / Cameron Pilley     | Alan Clyne / Greg Lobban            | Manchester     |
| 2016 | Alan Clyne / Greg Lobban           | Zac Alexander / David Palmer        | Darwin         |
| 2006 | Anthony Ricketts / Stewart Boswell | Dan Jenson / Joseph Kneipp          | Melbourne      |
| 2004 | Byron Davis / Cameron White        | Ritwik Bhattacharya / Saurav Ghosal | Chennai        |
| 1997 | Chris Walker / Mark Cairns         | Dan Jenson / Craig Rowland          | Hongkong       |

#### Damen
| Jahr | Siegerinnen                         | Finalgegnerinnen                  | Austragungsort |
| ---- | ----------------------------------- | --------------------------------- | -------------- |
| 2022 | Joshna Chinappa / Dipika Pallikal   | Sarah-Jane Perry / Alison Waters  | Glasgow        |
| 2019 | Donna Lobban / Christine Nunn       | Sarah Cardwell / Jessica Turnbull | Gold Coast     |
| 2017 | Joelle King / Amanda Landers-Murphy | Jenny Duncalf / Alison Waters     | Manchester     |
| 2016 | Joelle King / Amanda Landers-Murphy | Rachael Grinham / Donna Urquhart  | Darwin         |
| 2006 | Shelley Kitchen / Tamsyn Leevey     | Sarah Fitz-Gerald / Robyn Cooper  | Melbourne      |
| 2004 | Natalie Grinham / Rachael Grinham   | Louise Crome / Lara Petera        | Chennai        |
| 1997 | Leilani Joyce / Philippa Beams      | Cassie Jackman / Sue Wright       | Hongkong       |

#### Mixed
| Jahr | Sieger                          | Finalgegner                     | Austragungsort |
| ---- | ------------------------------- | ------------------------------- | -------------- |
| 2022 | Dipika Pallikal / Saurav Ghosal | Alison Waters / Adrian Waller   | Glasgow        |
| 2019 | Donna Lobban / Cameron Pilley   | Christine Nunn / Ethan Eyles    | Gold Coast     |
| 2017 | Joelle King / Paul Coll         | Alison Waters / Daryl Selby     | Manchester     |
| 2016 | Joelle King / Paul Coll         | Dipika Pallikal / Saurav Ghosal | Darwin         |
| 2006 | Rachael Grinham / Joseph Kneipp | Amelia Pittock / Cameron Pilley | Melbourne      |
| 2004 | Rachael Grinham / David Palmer  | Shelley Kitchen / Glen Wilson   | Chennai        |
| 1997 | Liz Irving / Dan Jenson         | Cassie Jackman / Chris Walker   | Hongkong       |

### Junioren-Wettbewerbe

#### Junioren U19
Rekordsieger:
- Mostafa Asal: 2 Titel (2018, 2019)
- Ramy Ashour: 2 Titel (2004, 2006)
- Diego Elías: 2 Titel (2014, 2015)
- Marwan Elshorbagy: 2 Titel (2011, 2012)
- Mohamed Elshorbagy: 2 Titel (2008, 2009)
- Mohamad Zakaria: 2 Titel (2008, 2009)

| Jahr | Sieger                                     | Finalgegner                                | Ergebnis                                   | Austragungsort   |
| ---- | ------------------------------------------ | ------------------------------------------ | ------------------------------------------ | ---------------- |
| 2025 | Mohamad Zakaria                            | Marwan Asal                                | 11:5, 11:3, 11:4                           | Kairo            |
| 2024 | Mohamad Zakaria                            | Na Young-joo                               | 11:6, 11:4, 11:6                           | Houston          |
| 2023 | Hamza Khan                                 | Mohamad Zakaria                            | 10:12, 14:12, 11:3, 11:6                   | Melbourne        |
| 2022 | Rowan Damming                              | Finnlay Withington                         | 11:4, 12:10, 11:8                          | Nancy            |
| 2021 | aufgrund der COVID-19-Pandemie ausgefallen | aufgrund der COVID-19-Pandemie ausgefallen | aufgrund der COVID-19-Pandemie ausgefallen | Ägypten          |
| 2020 | aufgrund der COVID-19-Pandemie ausgefallen | aufgrund der COVID-19-Pandemie ausgefallen | aufgrund der COVID-19-Pandemie ausgefallen | Gold Coast       |
| 2019 | Mostafa Asal                               | Moustafa El Sirty                          | 12:10, 11:3, 11:6                          | Kuala Lumpur     |
| 2018 | Mostafa Asal                               | Marwan Tarek                               | 11:7, 13:11, 11:4                          | Chennai          |
| 2017 | Marwan Tarek                               | Victor Crouin                              | 11:9, 3:11, 11:6, 3:11, 11:2               | Tauranga         |
| 2016 | Eain Yow Ng                                | Saadeldin Abouaish                         | 11:3, 9:11, 11:7, 11:5                     | Bielsko-Biała    |
| 2015 | Diego Elías                                | Youssef Soliman                            | 11:6, 11:9, 11:8                           | Eindhoven        |
| 2014 | Diego Elías                                | Omar El Atmas                              | 11:3, 11:2, 11:1                           | Windhoek         |
| 2013 | Karim El Hammamy                           | Fares Dessouki                             | 11:8, 11:6, 6:11, 13:11                    | Breslau          |
| 2012 | Marwan Elshorbagy                          | Mohamed Abouelghar                         | 11:9, 7:11, 11:7, 11:8                     | Doha             |
| 2011 | Marwan Elshorbagy                          | Mohamed Abouelghar                         | 11:6, 11:6, 11:8                           | Herentals        |
| 2010 | Amr Khaled Khalifa                         | Ali Farag                                  | 8:11, 11:9, 12:10, 11:7                    | Quito            |
| 2009 | Mohamed Elshorbagy                         | Ivan Yuen                                  | 11:9, 12:10, 11:2                          | Chennai          |
| 2008 | Mohamed Elshorbagy                         | Aamir Atlas Khan                           | 2:9, 9:3, 10:8, 9:4                        | Zürich           |
| 2006 | Ramy Ashour                                | Omar Mosaad                                | 9:1, 9:3, 9:1                              | Palmerston North |
| 2004 | Ramy Ashour                                | Yasir Butt                                 | 9:5, 10:8, 9:3                             | Islamabad        |
| 2002 | James Willstrop                            | Peter Barker                               | 9:0, 9:3, 9:1                              | Chennai          |
| 2000 | Karim Darwish                              | Grégory Gaultier                           | 9:1, 9:3, 9:7                              | Mailand          |
| 1998 | Ong Beng Hee                               | Wael El Hindi                              | 7:9, 9:5, 9:0, 9:5                         | Princeton        |
| 1996 | Ahmed Faizy                                | Stewart Boswell                            | 9:6, 3:9, 9:7, 9:6                         | Kairo            |
| 1994 | Ahmed Barada                               | Omar Elborolossy                           | 9:0, 7:9, 3:9, 9:3, 9:2                    | Christchurch     |
| 1992 | Juha Raumolin                              | Jonathon Power                             | 5:9, 9:3, 9:7, 9:2                         | Hongkong         |
| 1990 | Simon Parke                                | David Campion                              | 9:7, 9:4, 9:1                              | Paderborn        |
| 1988 | Del Harris                                 | Anthony Hill                               | 9:6, 5:9, 7:9, 9:7, 9:2                    | Edinburgh        |
| 1986 | Jansher Khan                               | Rodney Eyles                               | 9:3, 9:0, 9:2                              | Brisbane         |
| 1984 | Chris Robertson                            | David Lloyd                                | 9:0, 9:5, 9:0                              | Calgary          |
| 1982 | Sohail Qaiser                              | Chris Dittmar                              | 3:9, 10:8, 4:9, 3:9                        | Kuala Lumpur     |
| 1980 | Peter Nance                                | Chris Dittmar                              | 6:9, 9:7, 9:2, 9:6                         | Kungälv          |

#### Juniorinnen U19
Rekordsiegerinnen:
- Amina Orfi: 4 Titel (2022–2025)
- Nour El Sherbini: 3 Titel (2009, 2012, 2013)
- Nicol David: 2 Titel (1999, 2001)
- Rowan Elaraby: 2 Titel (2017, 2018)
- Raneem El Weleily: 2 Titel (2005, 2007)
- Nouran Gohar: 2 Titel (2015, 2016)

| Jahr | Siegerin                                   | Finalgegnerin                              | Ergebnis                                   | Austragungsort |
| ---- | ------------------------------------------ | ------------------------------------------ | ------------------------------------------ | -------------- |
| 2025 | Amina Orfi                                 | Nadien Elhammamy                           | 11:7, 11:5, 11:5                           | Kairo          |
| 2024 | Amina Orfi                                 | Fayrouz Aboelkheir                         | 11:7, 15:13, 11:5                          | Houston        |
| 2023 | Amina Orfi                                 | Aira Azman                                 | 11:8, 11:5, 11:1                           | Melbourne      |
| 2022 | Amina Orfi                                 | Salma Eltayeb                              | 9:11, 1:11, 11:6, 11:3, 11:7               | Nancy          |
| 2021 | aufgrund der COVID-19-Pandemie ausgefallen | aufgrund der COVID-19-Pandemie ausgefallen | aufgrund der COVID-19-Pandemie ausgefallen | Ägypten        |
| 2020 | aufgrund der COVID-19-Pandemie ausgefallen | aufgrund der COVID-19-Pandemie ausgefallen | aufgrund der COVID-19-Pandemie ausgefallen | Gold Coast     |
| 2019 | Hania El Hammamy                           | Jana Shiha                                 | 11:9, 11:6, 11:8                           | Kuala Lumpur   |
| 2018 | Rowan Elaraby                              | Hania El Hammamy                           | 11:4, 11:9, 10:12, 11:9                    | Chennai        |
| 2017 | Rowan Elaraby                              | Hania El Hammamy                           | 11:7, 11:9, 11:8                           | Tauranga       |
| 2016 | Nouran Gohar                               | Rowan Elaraby                              | 11:5, 11:6, 11:7                           | Bielsko-Biała  |
| 2015 | Nouran Gohar                               | Habiba Mohamed                             | 11:6, 7:11, 11:7, 17:15                    | Eindhoven      |
| 2014 | Habiba Mohamed                             | Nouran Gohar                               | 6:11, 11:2, 11:7, 11:6                     | Windhoek       |
| 2013 | Nour El Sherbini                           | Mariam Metwally                            | 11:7, 16:14, 11:8                          | Breslau        |
| 2012 | Nour El Sherbini                           | Yathreb Adel                               | 10:12, 11:9, 11:5, 11:2                    | Doha           |
| 2011 | Nour El Tayeb                              | Nour El Sherbini                           | 11:5, 3:11, 11:7, 11:8                     | Boston         |
| 2010 | Amanda Sobhy                               | Nour El Tayeb                              | 3:11, 11:7, 11:6, 11:7                     | Köln           |
| 2009 | Nour El Sherbini                           | Nour El Tayeb                              | 5:11, 11:7, 11:6, 11:5                     | Chennai        |
| 2007 | Raneem El Weleily                          | Camille Serme                              | 9:2, 9:4, 5:9, 9:3                         | Hongkong       |
| 2005 | Raneem El Weleily                          | Joshana Chinappa                           | 9:3, 9:4, 10:8                             | Herentals      |
| 2003 | Omneya Abdel Kawy                          | Amnah El Trabolsy                          | 9:0, 9:6, 9:4                              | Kairo          |
| 2001 | Nicol David                                | Omneya Abdel Kawy                          | 9:2, 9:4, 9:2                              | Penang         |
| 1999 | Nicol David                                | Leong Siu Lynn                             | 9:5, 9:3, 9:2                              | Antwerpen      |
| 1997 | Tania Bailey                               | Isabelle Stoehr                            | 9:6, 9:1, 9:7                              | Rio de Janeiro |
| 1995 | Jade Wilson                                | Rachael Grinham                            | 9:3, 9:4, 9:7                              | Sydney         |
| 1993 | Rachael Grinham                            | Sarah Cook                                 | 9:6, 5:9, 9:5, 9:1                         | Kuala Lumpur   |
| 1991 | Cassie Jackman                             | Sabine Schöne                              | 9:1, 4:9, 9:6, 6:9, 9:0                    | Bergen         |
| 1989 | Donna Vardy                                | Lynora Hati                                | 9:2, 9:1, 9:3                              | Hamilton       |
| 1987 | Sarah Fitz-Gerald                          | Donna Vardy                                | 9:0, 9:6, 9:0                              | Brighton       |
| 1985 | Lucy Soutter                               | Sarah Fitz-Gerald                          | 9:1, 9:1, 9:6                              | Dublin         |
| 1983 | Robyn Friday                               | Helen Paradeiser                           | 10:8, 9:2, 9:3                             | Perth          |
| 1981 | Lisa Opie                                  | Martine Le Moignan                         | 9:4, 9:6, 10:8                             | Ottawa         |